# Луис Арагонес
Хосе Луис Арагонес Суарес Мартинес (на испански: José Luis Aragonés Suárez) е испански футболист и треньор. По-голямата част от кариерата си и като играч, и като треньор, Луис, както често го наричат, прекарва в отбора на Атлетико Мадрид.
Умира на 1 февруари 2014 г.

## Успехи
- Като състезател:
- Шампион на Испания с Атлетико М. (3) 1966, 1970, 1973
- Купа на Краля (2) с Атлетико М. 1965, 1972
- Трофей Пичичи 1969 – 70
- Като треньор:
- С Атлетико Мадрид:
- Шампион на Испания: 1977
- Купа на Краля: 1976, 1985, 1992
- Междуконтинентална купа: 1974
- Суперкупа на Испания: 1985
- С Барселона
- Купа на Краля: 1988
- Нац. отбор Испания
- Европейски шампион 2008